# (100031) 1991 FM2
(100031) 1991 FM2 là một tiểu hành tinh vành đai chính. Nó được phát hiện bởi Henri Debehogne ở Đài thiên văn La Silla ở Chile ngày 20 tháng 3 năm 1991.